# Natalie Visart
Natalie Visart est une costumière américaine, née le 14 avril 1910 en Illinois (lieu à préciser), morte le 11 septembre 1986 à Los Angeles (Californie).

## Biographie

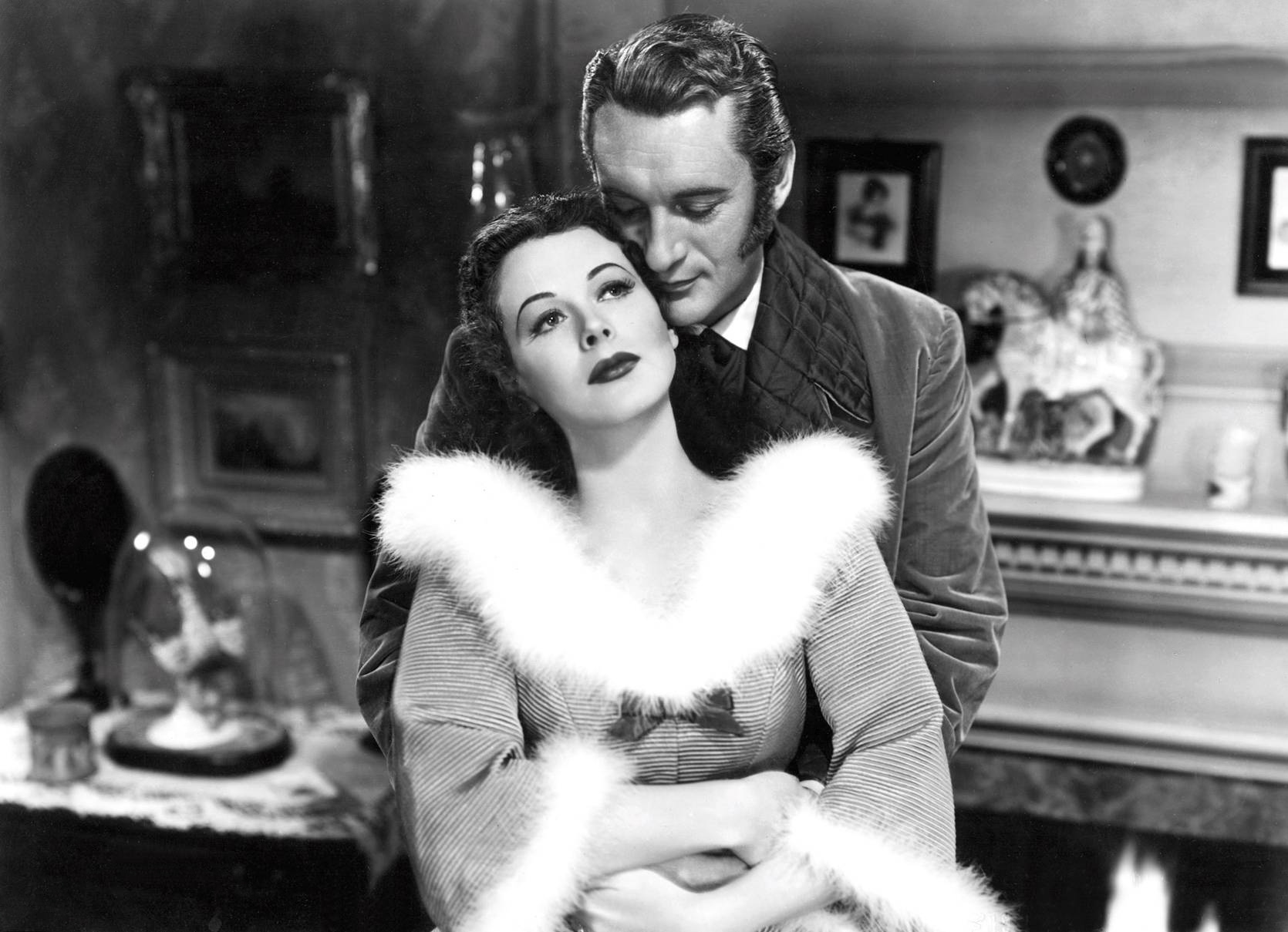
Hedy Lamarr et George Sanders, dans Le Démon de la chair (1946)

Natalie Visart mène une brève carrière au cinéma, collaborant comme costumière à seulement onze films américains. Le premier est le western Une aventure de Buffalo Bill (avec Gary Cooper et Jean Arthur), sorti en 1936 et réalisé par Cecil B. DeMille.
Ayant déjà participé à un premier film de celui-ci comme actrice (un petit rôle non crédité dans Madame Satan en 1930, expérience non renouvelée), elle le retrouve pour cinq autres, dont Les Naufrageurs des mers du Sud (1942, avec Paulette Goddard et Ray Milland). Le dernier est L'Odyssée du docteur Wassell (1944, avec Gary Cooper et Laraine Day).
Parmi les autres réalisateurs qu'elle assiste, mentionnons Frank Capra (L'Homme de la rue en 1941, avec Gary Cooper et Barbara Stanwyck) et William A. Wellman (L'Étrangleur en 1943, avec Barbara Stanwyck et Michael O'Shea).
Ses deux ultimes films sortent en 1946, dont Le Démon de la chair d'Edgar G. Ulmer (avec Hedy Lamarr et George Sanders). 

## Filmographie complète

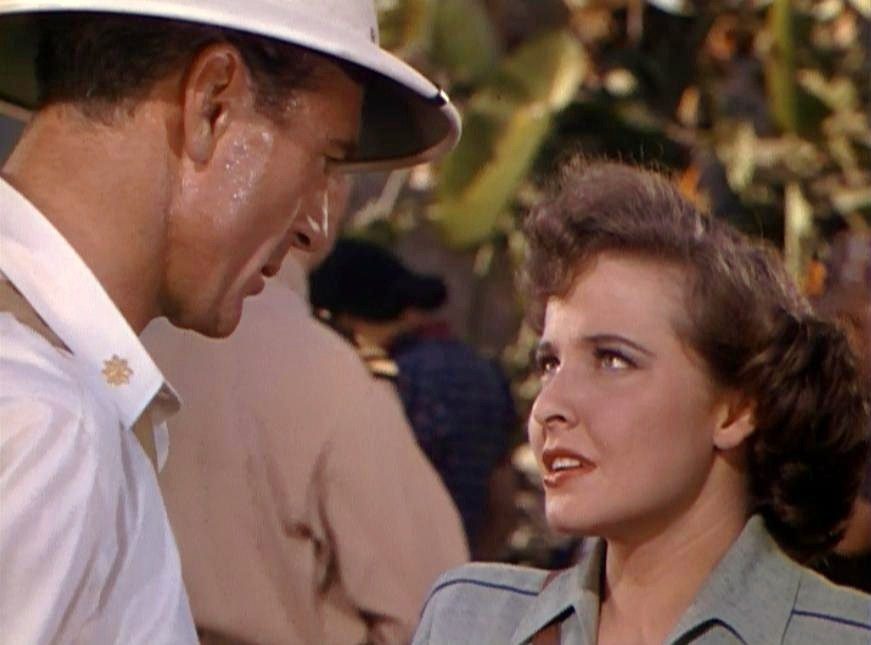
Gary Cooper et Laraine Day, dans L'Odyssée du docteur Wassell (1944)

(comme costumière, sauf mention contraire)
- 1930 : Madame Satan (Madam Satan) de Cecil B. DeMille (comme actrice)
- 1936 : Une aventure de Buffalo Bill (The Plainsman) de Cecil B. DeMille
- 1938 : Les Flibustiers (The Buccaneer) de Cecil B. DeMille
- 1939 : Pacific Express (Union Pacific) de Cecil B. DeMille
- 1940 : Les Tuniques écarlates (North West Mounted Police) de Cecil B. DeMille
- 1941 : L'Homme de la rue (Meet John Doe) de Frank Capra
- 1942 : Les Naufrageurs des mers du Sud (Reap the Wild Wind) de Cecil B. DeMille
- 1943 : L'Étrangleur (Lady of Burlesque) de William A. Wellman
- 1944 : L'Invitée (Guest in the House) de John Brahm, John Cromwell et André de Toth.
- 1944 : L'Odyssée du docteur Wassell (The Story of Dr. Wassell) de Cecil B. DeMille
- 1946 : Le Démon de la chair (The Strange Woman) d'Edgar G. Ulmer
- 1946 : L'Esclave du souvenir (Young Widow) d'Edwin L. Marin